# Portugal Grand Prix

Il Portugal Grand Prix è un torneo internazionale di judo, due edizioni si sono svolte a Almada, mentre una a Odivelas, entrambi comuni portoghesi. Fa parte del circuito IJF World Tour, ad oggi si sono svolte 3 edizioni.

## Edizioni
Di seguito la tabella delle ultime edizioni del meeting.
| Edizione | Anno | Data          | Circuito            | Dettagli                 | Rif.  |
| -------- | ---- | ------------- | ------------------- | ------------------------ | ----- |
| 1°       | 2022 | 28-30 gennaio | IJF World Tour 2022 | Portugal Grand Prix 2022 | [ 1 ] |
| 2°       | 2023 | 27-29 gennaio | IJF World Tour 2023 | Portugal Grand Prix 2023 | [ 2 ] |
| 3°       | 2024 | 26-28 gennaio | IJF World Tour 2024 | Portugal Grand Prix 2024 | [ 3 ] |
| 4°       | 2025 | TBC           | IJF World Tour 2025 | Portugal Grand Prix 2025 | [ 4 ] |